# Petre Rezmiveș
Petre Nicolae Rezmiveș (* 11. September 1997) ist ein rumänischer Leichtathlet, der sich auf den Sprint spezialisiert hat.

## Sportliche Laufbahn
Erstmals bei einer internationalen Meisterschaft trat Petre Rezmiveș im Jahr 2015, als er bei den Junioreneuropameisterschaften in Eskilstuna im 100-Meter-Lauf mit 10,92 s im Halbfinale ausschied. 2017 belegte er bei den Balkan-Hallenmeisterschaften in Belgrad in 6,83 s den dritten Platz im C-Finale und erreichte anschließend bei den Halleneuropameisterschaften ebendort im 60-Meter-Lauf das Halbfinale und schied dort mit 6,79 s aus. Anschließend erreichte er bei den U23-Europameisterschaften in Bydgoszcz über 100 und 200 Meter das Halbfinale und verpasste mit der rumänischen 4-mal-100-Meter-Staffel mit 40,09 s den Finaleinzug. Daraufhin belegte er bei den Spielen der Frankophonie in Abidjan in 10,46 s den vierten Platz über 100 Meter und erreichte im 200-Meter-Lauf nach 21,29 s Rang fünf. 2018 schied er bei den Balkan-Meisterschaften in Stara Sagora über 100 Meter mit 10,79 s im Vorlauf aus und siegte mit der Staffel in 39,48 s. Anschließend startete er mit der Staffel bei den Europameisterschaften in Berlin, scheiterte dort aber mit 39,63 s in der Vorrunde. 2019 gewann er bei den Balkan-Hallenmeisterschaften in Istanbul in 6,74 s die Silbermedaille und schied anschließend bei den Halleneuropameisterschaften in Glasgow mit 6,81 s im Halbfinale aus. Im Sommer schied er bei den U23-Europameisterschaften in Gävle mit 11,09 s in der ersten Runde über 100 Meter aus. 
2021 belegte er bei den Balkan-Hallenmeisterschaften in Istanbul in 7,00 s den achten Platz über 60 Meter, ehe er bei den Halleneuropameisterschaften in Toruń mit 6,99 s in der Vorrunde ausschied. Ende Juni belegte er bei den Balkan-Meisterschaften in Smederevo in 40,19 s den vierten Platz im Staffelbewerb. Im Jahr darauf gelangte er bei den Balkan-Hallenmeisterschaften in Istanbul mit 6,77 s auf Rang vier über 60 Meter und im Juni siegte er bei den Freiluftmeisterschaften in Craiova in 39,50 s in der 4-mal-100-Meter-Staffel. 2023 gewann er mit der Staffel in 39,65 s die Bronzemedaille bei den Balkan-Meisterschaften in Kraljevo hinter den Teams aus der Türkei und Griechenland.
In den Jahren 2017, 2020 und 2021 wurde Rezmiveș rumänischer Meister im 100-Meter-Lauf sowie 2022 und 2023 in der 4-mal-100-Meter-Staffel. Zudem wurde er 2017 und 2019 sowie von 2021 bis 2023 Hallenmeister im 60-Meter-Lauf.

## Persönliche Bestzeiten
- 100 Meter: 10,39 s (+0,2 m/s), 4. Juni 2019 in Cluj-Napoca
  - 60 Meter (Halle): 6,69 s, 18. Februar 2017 in Bukarest
- 200 Meter: 21,14 s (+1,8 m/s), 8. Juli 2017 in Pitești
  - 200 Meter (Halle): 22,20 s, 22. Januar 2017 in Bukarest
- 300 Meter: 35,16 s, 25. April 2019 in Bukarest